# Effetto Larsen

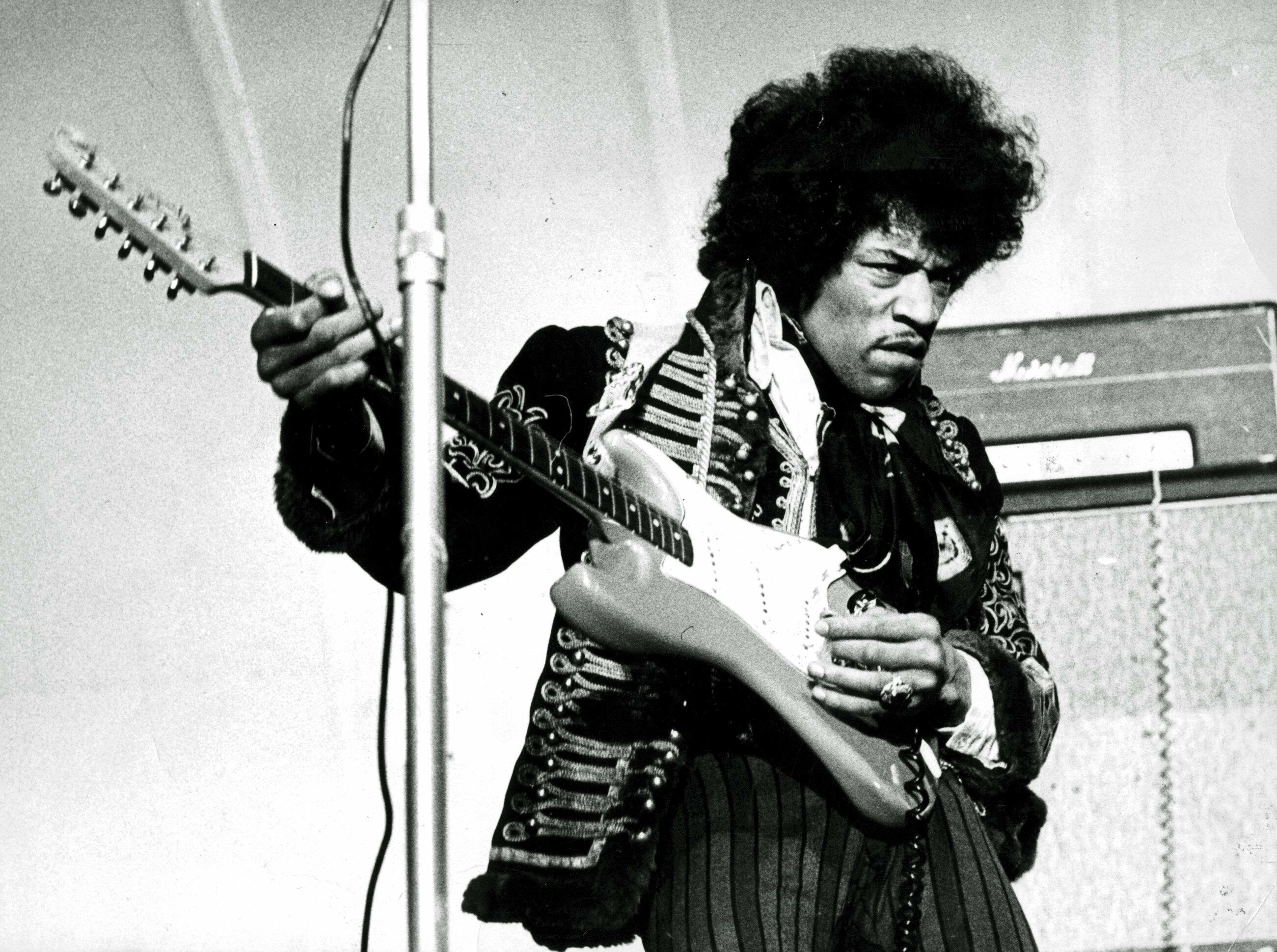
Jimi Hendrix, qui ritratto durante un concerto del 1967, fu uno dei primi chitarristi ad utilizzare volontariamente ed in modo controllato l'effetto Larsen con la chitarra elettrica.

Il larsen o effetto Larsen, detto anche feedback acustico (o solo feedback), ritorno o rientro, è un fenomeno elettroacustico indesiderato di reazione tra un microfono e un altoparlante, nei quali il suono ripreso entra in un ciclo continuo di emissione e ripresa (loop), creando il tipico fischio stridente che aumenta di volume fino alla distorsione dell'onda. 
Può coinvolgere una banda di frequenze stretta, come una più ampia, e a varie altezze del suono; l'effetto può essere innescato anche dal pick-up di uno strumento musicale elettrico (come una chitarra o un basso), in reazione con l'altoparlante del suo amplificatore, dai monitor da studio o da palco o da altro. 
Per ovviare a questi inconvenienti, soprattutto in presenza di molti microfoni e spie-monitor, vengono prodotte delle apparecchiature specifiche dette "antilarsen" o "antifeedback". 
Tuttavia l'effetto può essere innescato anche volutamente, per creare un effetto sonoro adatto a particolari tipi di musica: ad esempio Jimi Hendrix lo usò spesso.

## Descrizione

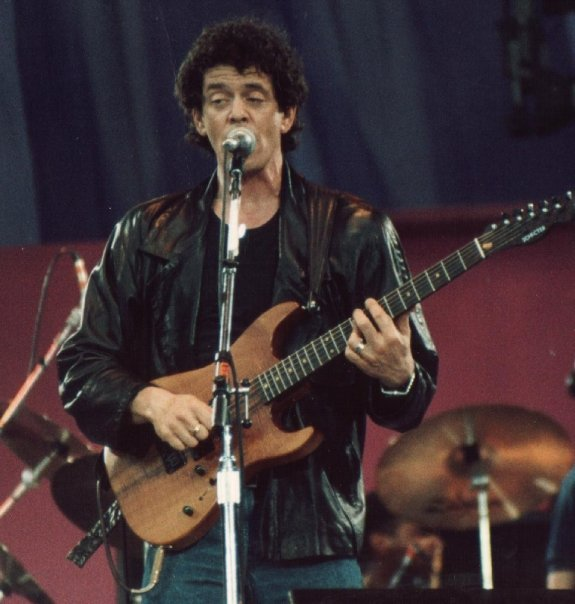
Lou Reed utilizzò ampiamente i feedback, sia durante la militanza nei The Velvet Underground che nella sua carriera da solista, tanto da pubblicare nel 1975 un album strumentale composto interamente da feedback e distorsioni chitarristiche ininterrotte, Metal Machine Music.

Il fenomeno prende il nome dal fisico danese Søren Absalon Larsen, che per primo ne scoprì il principio, producendo anche dei generatori di corrente alternata a frequenze acustiche, detto "oscillofono di Larsen". L'effetto si innesca quando un microfono è troppo vicino all'altoparlante al quale è collegato, oppure quando il guadagno del sistema audio è troppo elevato. Questo fa sì che il microfono capti il segnale emesso dall'altoparlante e che, a seconda delle condizioni dell'ambiente (distanza altoparlante-microfono, risonanze della stanza), una frequenza o parte dello spettro sonoro in fase con il segnale, vada a sommarsi ad esso e venga amplificata e riprodotta a sua volta con ampiezza via via crescente, idealmente illimitata se non fosse che l'amplificatore a un certo punto entra in saturazione (overdrive). Un microfono è un apparato di trasduzione fonoelettrica, come la puntina di un giradischi. Anche la puntina, tecnicamente detta fonorilevatore, può ritrasmettere all'impianto acustico il suono riprodotto dal medesimo.
La puntina è sensibile a tutta la forbice uditiva (20 Hz-20 kHz) ma in questo caso le frequenze che possono determinare l'innesco difficilmente superano i 500 Hz. Quest'ultimo tipo di innesco, che ha un andamento più costante nella relazione potenza/tempo, è più difficile da rilevare per l'orecchio umano e viene provocato dall'azione meccanica che le onde sonore esercitano sul supporto del giradischi e sul giradischi stesso. Per le caratteristiche fisiche delle onde sonore, l'innesco causato da una puntina può raggiungere potenze di un'entità tale da danneggiare i diffusori acustici preposti all'amplificazione dei bassi molto più facilmente dell'innesco causato da un microfono a membrana o piezoelettrico o magnetico (pick-up), che è decisamente più fastidioso e veicolando meno energia rischia di danneggiare i diffusori acustici preposti all'amplificazione delle medie e alte frequenze.
Il problema si presenta soprattutto quando viene eseguita musica dal vivo, situazione in cui è normale avere altoparlanti nello stesso ambiente in cui è presente il relativo microfono e spesso è più difficile curare l'acustica ambientale. 
Un'altra tipica situazione in cui si manifesta il feedback sono le telefonate degli ascoltatori alle emittenti radiofoniche in diretta, nel caso in cui il volume del ricevitore radio sia troppo alto ed i suoni da esso emessi rientrino nel microfono del telefono.
La comparsa dell'effetto Larsen si può minimizzare utilizzando microfoni direzionali, cambiando opportunamente la posizione e la direzione del microfono o dell'altoparlante nello spazio o utilizzando un equalizzatore (solitamente grafico o parametrico) per agire sulle frequenze di innesco in maniera selettiva, attenuando così le frequenze corrispondenti alle eventuali risonanze del sistema (microfono + diffusore + ambiente).
In alcuni casi si possono usare processori di dinamica con funzione di gate, spesso associata a funzioni di compressione ed espansione. Con l'utilizzo del processore di dinamica la dinamica dei suoni captati dal microfono viene compressa (i suoni più forti attenuati e quelli più lievi potenziati) oppure espansa (i suoni che sono inferiori ad un certo valore in dB vengono eliminati - funzione cioè di gate, ossia "porta che taglia fuori i suoni indesiderati", considerando "indesiderato" tutto ciò che è sotto a un certo livello).
Con un noise gate si evita di avere in funzione contemporaneamente più microfoni e quindi di andare a sommare più contributi di rumore di fondo che poi potrebbero trovarsi in fase e innescare, ma c'è il rischio che nel momento in cui il gate "accende" il microfono (perché qualcuno ha iniziato a parlarvi e il microfono deve essere usato) l'innesco avvenga improvvisamente per via dell'aumento di guadagno totale del sistema dovuto all'accensione di un microfono in più. Dove è possibile (sale conferenze o similari) questo effetto viene evitato con mixer automatici che tengono acceso un solo microfono alla volta.
Un altro sistema, utilizzato spesso in sale conferenze e chiese, è quello di inserire nella catena di amplificazione una macchina che produce un impercettibile "vibrato", spostando leggermente di frequenza alternativamente verso l'alto e verso il basso tutto lo spettro di frequenze che viene processato, impedendo così che il segnale prodotto dall'altoparlante possa ritrovarsi ad entrare nel microfono con la stessa frequenza e fase. Questo sistema generalmente è accettabile ovviamente solo per trasmettere contenuti parlati e non per l'amplificazione della musica.
Talvolta, specialmente nell'ambito del rock d'avanguardia o di generi musicali sperimentali, l'effetto Larsen è volutamente ricercato. In questi casi di solito il "rientro" acustico non avviene direttamente attraverso una membrana microfonica, sensibile a tutto lo spettro acustico, ma è mediato dal corpo vibrante di uno strumento elettrico, tipicamente le corde di una chitarra; questo circoscrive l'effetto alle frequenze proprie di vibrazione della corda, rendendolo più musicale e controllabile.
I primi a sperimentare l'effetto Larsen come strumento espressivo furono chitarristi blues come Willie Johnson e Johnny Watson, pionieri della distorsione. Uno dei primi utilizzi nella musica pop è stato attribuito ai Beatles, all'inizio del singolo I Feel Fine. Anche i chitarristi Pete Townshend e Dave Davies utilizzarono tale effetto in diverse canzoni dei loro rispettivi gruppi Who e Kinks. Il chitarrista jazz/fusion Gabor Szabo, mediante l'impiego di una chitarra acustica su cui era montato un pickup magnetico collegato ad un amplificatore per chitarra elettrica, poté incorporare nel proprio fraseggio strumentale un uso virtuosistico del feedback, che suscitava rivolgendo la tavola armonica della chitarra verso l'amplificatore, e modulava in altezza a piacimento; altri chitarristi come Lou Reed e Jimi Hendrix o gruppi come The Monks e i Jefferson Airplane iniziarono poi a "governare" i feedback della propria chitarra elettrica, influenzando gli effetti ipnotici e onirici ottenuti da gruppi noise quali i Sonic Youth.